# Прерия
Прерия (на френски: prairie) е северноамериканският вариант на степ, намираща се в САЩ и Канада. Районът на прериите е разположен в района между Скалистите планини и Апалачите. Покрива части от щатите Северна и Южна Дакота, Небраска, Канзас, Тексас, Колорадо, Оклахома и Уайоминг в САЩ. Прериите обикновено са равнинни области, покрити с трева и много рядко дървета и храсти. В миналото прериите са били обитавани от множество бизони. Днес в тях се отглеждат предимно пшеница и царевица. На запад в границите на умерения и субтропичния климатични пояси се простира зоната на степите и лесостепите. Те представляват огромни територии с преобладаваща тревна растителност, наречени в Северна Америка „прерии“. Тук са разпространени плодородните черноземни почви, поради което и голяма част от зоната е превърната от човека в обработваеми земи.
Тревистата растителност е по-буйна в източните части, а по-ниска към подножието на Скалистите планини. Най-характерни тревни видове са бизоновата трева, пирен, тревата грама, коило и др. На места тревната растителност достига до 1,5 m височина. От животните най-известен е бизонът, който в миналото е бил широко разпространен, но днес се среща само в резерватите. Други животински видове, срещани в прериите, са вълк, вилорогата антилопа, прерийното кученце, лалугер, койот, степни мишки, а от птиците: тетрев, обикновена пуйка. На места е разпространена гърмящата змия. В лесостепите, които са преходни между широколистните гори и прериите, се срещат както някои дървесни видове – бреза, трепетлика, така и различни храсти и треви.